# Ларга (Марамуреш)
Ларга (рум. Larga) насеље је у Румунији у округу Марамуреш у општини Сучу де Сус. Oпштина се налази на надморској висини од 447 m.

## Становништво
Према подацима из 2002. године у насељу је живело 378 становника, од којих су сви румунске националности.